# Ceramonema attenuatum
Ceramonema attenuatum är en rundmaskart som beskrevs av Nathan Augustus Cobb 1920. Ceramonema attenuatum ingår i släktet Ceramonema och familjen Ceramonematidae. Inga underarter finns listade i Catalogue of Life.